# Shiraki Lerrner
Shiraki Lerrner är en bergskedja i Armenien. Den ligger i den nordvästra delen av landet, 100 kilometer nordväst om huvudstaden Jerevan.
Trakten runt Shiraki Lerrner består i huvudsak av gräsmarker. Runt Shiraki Lerrner är det ganska tätbefolkat, med 129 invånare per kvadratkilometer.